# Ferrari 12Cilindri
La Ferrari 12Cilindri est une voiture de sport (Coupé ou Spider) produite par le constructeur automobile italien Ferrari à partir de 2024. Elle succède à la Ferrari 812 Superfast.

## Présentation
La Ferrari 12Cilindri est présentée à la presse le 3 mai 2024.

## Design
Le style de la GT est le résultat de l'équipe de design dirigée par Flavio Manzoni. La face avant du véhicule et notamment le « masque » noir entre les projecteurs est un hommage à la Ferrari Daytona de 1968, et ne peut être peint.

## Caractéristiques techniques
La 12Cilindri est équipée d'un système de freinage brake-by-wire, c’est-à-dire sans éléments mécanique, équivalent à celui installé sur la SF90 Stradale. Et comme son prédécesseur, elle s'équipe de quatre roues directrices.
Sur le Spider, le toit rigide escamotable s’ouvre et se ferme en 14 s jusqu’à une vitesse maximale de 45 km/h.

### Motorisation
La Ferrari 12Cilindri est dotée d'un moteur V12 développant 830 ch placé à l'avant. La cylindrée reste la même que sur la Ferrari 812 Superfast, soit 6,5 L.
| Logo de Ferrari             | 12Cilindri                                                                                        |
| --------------------------- | ------------------------------------------------------------------------------------------------- |
| Moteur                      | V12                                                                                               |
| Admission                   | Atmosphérique                                                                                     |
| Admission                   | 6 496                                                                                             |
| Puissance maximale ch (kW)  | 830 (610)                                                                                         |
| au régime de (tr/min)       | 9 250                                                                                             |
| Couple maximal (N m)        | 678                                                                                               |
| au régime de (tr/min)       | 7 250                                                                                             |
| Boîte de vitesses           | Automatique à double embrayage DCT à 8 rapports (Dual Clutch Transmission)                        |
| Transmission                | Propulsion                                                                                        |
| Vitesse maximale (km/h)     | 340                                                                                               |
| 0-100 km/h (s)              | 2,9                                                                                               |
| 0-200 km/h (s)              | 7,9                                                                                               |
| Masse à vide (kg)           | 1560 (coupé) 1620 (spider)                                                                        |
| Capacité du réservoir (L)   | 92                                                                                                |
| Dimensions des pneumatiques | Michelin Pilot Sport S5 ou Goodyear Eagle F1 Supersport Avant : 275/35 ZR21 Arrière : 315/35 ZR21 |
| Norme environnementale      | Euro 6                                                                                            |